# Bugün
Bugün (deutsch „Heute“) war eine türkische Tageszeitung. 2015 erreichte das in Istanbul in der Mediensparte des Koza-İpek-Konzerns erscheinende Blatt eine Auflage von etwa 126.000. Das Blatt war konservativ ausgerichtet, stand der Gülen-Bewegung nahe und teils boulevardesk.

## Vorgeschichte
Ab dem 7. März 1989 erschien eine Zeitung dieses Namens unter dem Dach der Sabah-Gruppe des Medienunternehmers Dinç Bilgin. Erster Chefredakteur war Rahmi Turan. Am 8. Januar 2001 wurde das Blatt aus wirtschaftlichen Gründen eingestellt. Außer den Namensrechten gab es keine Verbindung zur späteren Bugün.
Am 17. Januar 2003 erschien das Blatt unter dem Namen Dünden Bugüne Tercüman („Übersetzer von gestern zu heute“) als eine von zwei Zeitungen, die um das Erbe des traditionsreichen Blattes Tercüman stritten. Herausgeberin war die Journalistin Nazlı Ilıcak, zeitweise Abgeordnete der Tugendpartei und Witwe des Tercüman-Herausgebers Kemal Ilıcak.
Im Jahr 2005 unterlag Nazlı Ilıcak im Streit um die Namensrechte. Die Zeitung erschien fortan nur noch unter dem Namen Bugün. Im selben Jahr stieg die Ciner Yayın Holding ins Blatt ein. Noch vor Ablauf des Jahres wurde die Zeitung von Koza İpek aufgekauft.

## Flaggschiff von Koza İpek
Nazlı Ilıcak blieb dem Blatt zunächst als Autorin erhalten, wechselte später zu Sabah und kehrte Ende 2013 zu Bugün zurück. Koza İpek, von Haus aus vor allem im Bereich Bergbau und Energie tätig, baute Bugün zum Flaggschiff der Mediensparte des Konzerns aus. Zu dieser gehörten außerdem:
- Der Fernsehsender Kanaltürk, im Jahr 2004 vom Journalisten Tuncay Özkan gegründet und in finanzielle Schwierigkeiten geraten, den man am 12. Mai 2008 aufkaufte;
- der Nachrichtensender Bugün TV, gegründet am 1. März 2009;
- die Boulevardzeitung Millet, gegründet am 29. Oktober 2014.

Nach dem Bruch zwischen der Gülen-Bewegung und Recep Tayyip Erdoğan und dessen Partei für Gerechtigkeit und Aufschwung nahmen die Medien des Konzerns eine oppositionelle Haltung zur Erdoğan-Regierung ein. Letzter Chefredakteur der Bugün war Erhan Başyurt, Chefredakteur der Millet war Levent Kenez.

## Zwangsverwaltung
Kurz vor der Parlamentswahl im November 2015 wurde der gesamte Konzern unter dem Vorwurf der Unterstützung und Propaganda für eine Terrororganisation, als welche die Gülen-Organisation inzwischen galt (FETÖ), unter staatliche Zwangsverwaltung gestellt. Dabei wurden die Konzernzentrale sowie die Redaktionen von Bugün, Millet, Bugün TV und Kanaltürk von der Polizei gewaltsam besetzt.
Nach der Besetzung wurde der Betrieb der Fernsehsender eingestellt. Als die Polizei bereits die Redaktionsräume umzingelt hatte, stellten die Mitarbeiter von Bugün und Millet eine letzte Ausgabe ihrer jeweiligen Zeitungen her, die am 29. Oktober 2015 mit den Schlagzeilen „Raub durch Zwangsverwalter“ (Bugün) bzw. „Blutiger Putsch“ (Millet) erschienen. Nur einen Tag darauf, nach der Übernahme durch staatliche Zwangsverwalter, erschienen beide Blätter plötzlich in Erdoğan-freundlicher Aufmachung.
Gegen das Vorgehen der türkischen Behörden protestierten mehr als 50 leitende Redakteure namhafter internationaler Medien, darunter der New York Times, der Washington Post, der Welt, der Süddeutschen Zeitung und La Stampa, in einem offenen Brief an Präsident Erdoğan. Hierin äußersten sie, die Sorge, die jüngsten Angriffe auf Medien und Journalisten „könnten Teil einer konzertierten Kampagne“ sein, um „jegliche Opposition oder Kritik an der Regierung im Vorfeld der Wahl zum Schweigen zu bringen“.

## Nachfolgeblatt und endgültiges Aus
Unter der Leitung der Zwangsverwalter und größtenteils von anderem Personal hergestellt, erschienen Bugün und Millet letztmals am 29. Februar 2016. Ehemalige Mitarbeiter beider Zeitungen gaben ab dem 18. November 2015 eine Nachfolgezeitung namens Özgür Düşünce („Freies Denken“) heraus.
Nach dem Putschversuch vom Juli 2016 wurden die Zeitungen Bugün, Millet und Özgür Düşünce und die Sender Bugün TV und Kanaltürk zusammen mit zahlreichen weiteren Medien mit dem Notstandsdekret Nr. 668 vom 27. Juli offiziell geschlossen und das Unternehmenseigentum an die Staatliche Treuhandanstalt TMSF übergeben.
Gegen zahlreiche ehemalige Mitarbeiter und Autoren von Bugün und Millet wurden Strafverfahren wegen Unterstützung bzw. Propaganda für eine Terrororganisation oder gar Beteiligung am Putschversuch eingeleitet. Einige setzten sich ins Ausland ab; andere, darunter, Nazlı Ilıcak und Abdullah Kılıç, waren zeitweise in Haft oder sind es weiterhin.